# Адріан I
Адріа́н I (лат. Hadrianus; бл. 700, Рим, Візантійська імперія — 25 грудня 795, Рим, Папська держава) — 95-й папа Римський (772—795). Син римського аристократа Теодора. Працював у канцелярії пап Павла І і Стефана ІІІ. Належав до франкофільської партії, що опиралася зусиллям лангобардів підкорити Святий Престол. Обраний папою за підтримки духовенства, що зазнало політичних репресій. Воював із лангобардським королем Дезидерієм (772). За допомогою франкського короля Карла Великого переміг лангобардів (774), розширив межі володінь Святого Престолу. До кінця життя підтримував союз із франками. Завдяки Карлу вів курс на політичне унезалежнення від Візантії, оформив кордони Папської держави (781). Боровся із єресями іконоборства та адопціонізму. Підтримав рішення Другого Нікейського Собору про вшанування ікон (787). Добився замирення із константинопольською церквою. Заохочував Реконкісту, розвивав церковну організацію в Англії. Відбудував римські акведуки, стіни й церкви. Похований у Базиліці святого Петра. До кінця XVIII століття його понтифікат вважався найдовшим в історії церкви.

## Біографія

### Молоді роки
Адріан народився в Римі, Візантійська імперія, в родині Теодора, представника римського нобілітету. Його рід походив із військової аристократії, що осів у районі Віа-Лати (пізніша традиція помилково зараховувала папу до роду Колонна).
Адріан рано осиротів. Його виховував дядько Теодот, брат батька, який служив головним писарем (primicerius notariorum) в канцелярії папи Стефана ІІ (752—757). За понтифікату Павла І (757—767) Адріан став кліриком, прийняв чин піддиякона і працював писарем. Згодом, папа Стефан ІІІ (768—772) висвятив його у диякони.
Адріан належав до франкофілської партії, що опиралася намаганням італійських лангобардів підкорити Святий Престол. Членів партії переслідував канцлер Паоло Афіарта, який представляв інтереси лангобардського короля Дезидерія в Римі.

### Понтифікат
9 лютого 772 року Адріана висвятили новим папою Римським. Як і його попередники він продовжив протистояння з Лангобардським королівством, що прагнуло об'єднання Італії ціною поглинання папських володінь. Незважаючи на політичну залежність від Візантії, Святий Престол не отримав жодної допомоги з Константинополя. Тому Адріан покладався на поміч франків під проводом короля Карла Великого.
На той час франкський король Карл воював проти свого брата Карломана і його синів. Останні сподівалися посісти франкський престол за підтримки лангобардського короля Дезидерія. Той, ображений на Карла через збезчещення своєї доньки Дезидерати, вимагав від папи коронувати синів Карломана «королями франків». Адріан, цінуючи союз із Карлом, відмовив. У відповідь, 772 року лангобарди напали на папські землі й захопили Пентапольське герцогство, яке 765 року дарував Святому Престолу батько короля Карла. Весною 773 року вони загрожували самому Риму.
773 року, на прохання Адріана про допомогу, франкський король Карл очолив великий похід до Італії. Він обложив Дезидерія у лангобардській столиці Павії й незабаром здобув місто. Карл заточив полоненого правителя лангобардів у Корбійському абатстві на території Франкії, а сам особисто прийняв титул «короля лангобардів» (королем Італії). Лангобардське королівство увійшло до складу держави франків.
Карл повернув Адріану Пентапольське герцогство, а також долучив до Святого Престолу частину земель Римського герцогства і Равенського екзархату. З нагоди перемоги над лангобардами папа видав пам'ятну монету, а також почав датувати свої документи роками свого правління, а не візантійського імператора, як було заведено до того. Адріан залишався вірним союзником франків, оскільки вони продовжували боротьбу із лангобардськими герцогами в Беневенто, а також були викликом Візантії.
6 квітня 774 року в Базиліці святого Петра папа Адріан прийняв короля Карла в Римі й надав йому титул римського патриція. Зі свого боку, франкський король підтвердив права на землеволодіння Святого Престолу в Італії, які надав свого часу його попередник Піпін Короткий.
14 квітня 781 року король Карл повторно прибув до Риму, де встановив межі Папської держави. За домовленістю з Адріаном до неї увійшла Римська провінція, Равеннський екзархат, Пентаполь і Сабіно (сучасні області Лаціо, Умбрія, Марке і Романія). Всупереч сподіванням папи до його держави не ввійшов Мілан і Сполетське герцогство. Адріан помазав на королівство синів Карла — Піпіна і Людовика Побожного.
787 року, після 3-го італійського походу Карла Великого, Адріан долучив до Папської держави частину земель Беневентського герцогства. Завдячуючи франкському королю, він погрожував відлученням від Церкви його політичному противнику, баварському герцог Тассілону ІІІ.
Завдяки інтеграції італійських земель у Франкську державу, Адріан зміг посилити свій авторитет в Італії і Франкії. Він розсилав по регіонах свої праці «Collectio Dionysio-Hadriana», «Sacramentarium Hadrianum» та інші римські книги.
Адріан був шанувальником ікон, противником іконоборства. 785 року він відправив своє послання до Константинополя, в якому схвалював традицію вшанування ікон. Його папські легати були присутні на Нікейському соборі 787 року, що підтримав постанови про засудження іконоборства. Помилковий латинський переклад цих постанов дійшов до Карла. 792 року надіслав папі «капітулярії проти собору» (Capitulare contra synodum), де критикував рішення ієрархів. Адріан, у відповідь, став на захист рішень собору. 794 року, з ініціативи Карла, пройшов окремий помісний Франкфуртський собор, який виявив помилки перекладу, але засудив прояви надмірного іконошанування.
787 року Адріан створив Лічфілдську діоцезію в Англії на прохання англійських єпископів і мерсійського короля Оффи. Наступного року він надав паллій першому лічфілдському єпископу Гігеберту.
Адріан був поборником Реконкісти і противником рабства. Він заохочував християнське лицарство і Карла до визвольного походу в Іспанію, що перебувала під гнітом мусульман. Папа продовжував курс папи Захарія, який забороняв християнам торгувати з ісламськими країнами, особливо продавати мусульманам рабів. Він також виступив проти єресі адопціонізму (адопціанства), що розквітла в тогочасній Іспанії в середовищі християнського духовенства, що визнало владу мусульман.
Подібно до інших пап Адріан особливо піклувався про Рим. Він реставрував старі римські акведуки і міські стіни, відбудував Декоровану церкву святої Марії, розписану грецькими ченцями, що втекли від переслідувачів-іконоборців зі Сходу, а також відновив Церкву святого Марка.
Адріан помер на Різдво, 25 грудня 795 року в Римі, у віці 95 років. Його тіло поховане у Базиліці святого Петра. На могильній плиті міститься епітафія Алкуїна. Понтифікат Адріана, що тривав 23 роки 10 місяців і 24 дні, був найдовшим в історії Церкви до кінця XVIII століття, до 24-річного понтифікату папи Пія VI.

### Першоджерела
- Liber pontificalis. ed. L. Duchesne, Paris, 1886, V. 1. pp. 486–514; V. 3. pp. 105–107

### Монографії. Статті
- S. Abel, Papst Hadrian I und die weltliche Herrschaft des römischen Stuhls, in Forschungen zur deutschen Geschicthte, I (1862), pp. 453–532;
- Id., Jahrbücher des fränkischen Reiches unter Karl dem Grossen, I (2 ed. rielaborata da B. Simson), Leipzig 1888; II (continuazione di B. Simson), ibid. 1883;
- F. Hirsch, Papst Hadrian I und das Fürstentum Benevent, in Forschungen zur deurschen Geschichte, XIII (1873), pp. 33–68;
- O. KühI, Der Verkehr Karl's d. Gr. mit Papst Hadrian I in betreff der italienischen Angelegenheiten, Diss. Konigsberg 1879;
- G. B. Rossi, L'inscription du tombeau d'Hadrien I composée en France par ordre de Charlemagne, in Mélanges d'Archéologie et d'Histoire, VIII (1888), pp. 478–501;
- K. Hampe, Hadrians I Vertheidigung der zweiten nicaenischen Synode gegen die Angriffe Karls des Grossen, in Neues Archiv der Gesellschaft für die älitere deutsche Geschichtskunde, XXI (1896), pp. 83–113;
- Th. Hodgkin, Italy and her invaders, VII, Oxford 1899, pp. 342–398; VIII, pp. 1–107;
- F. Gregorovius, Storia della città di Roma nel Medio Evo, tr. it. di R. Manzato, I, Roma 1900, pp. 580–662;
- L. M. Hartmann, Geschichte Italiens im Mittelalter, II, 2, Gotha 1903, pp. 257–324;
- Hefele-Leclerq, Histoire des Conciles, III, 2, Paris 1910, pp. 601–1085;
- L. Duchesne, Les premier: temps de l'état pontifical, Paris 1911, pp. 133–165;
- H. Hemmer, Adrien I pape, in Dict. de Théol. Cath., I, Paris 1923, coll. 448—452;
- H. K. Mann, Hadrian I, in The livel of the popes in the early Middle Ages, II, London 1925, pp. 394–497;
- L. Serraz, Les lettres d'Hadrien I lues au deuxième concile de Nicée, in Echos d'Orient, 1926, pp. 407–420;
- E. Caspar, Hadrian I und Karl der Grosse, in Zeitschrift für Kirchengeschichte, LIV (1935), pp. 150–214;
- G. Romano-A. Solmi, Le dominazioni barbariche in Italia, Milano 1940, pp. 442–494;
- O. Bertolini, Roma di fronte a Bisanzio e ai Longobardi, Bologna 1941 (1942), pp. 663–719, 737—739;
- E. Amann, Le pape Hadrien et Charlemagne, in L'époque carolingienne, Paris 1947, pp. 49–70;
- P. Brezzi, Roma e l'Impero Medioevale, Bologna 1947, pp. 3–31;

### Довідники
- Jugie M. Adriano I Papa // Enciclopedia Cattolica, I, Città del Vaticano, 1949. coll. 338—341.
- Loughlin, James. Pope Adrian I [Архівовано 22 червня 2012 у WebCite] // The Catholic Encyclopedia. Vol. 1. New York: Robert Appleton Company, 1907.
- Schieffer, Rudolf:  Hadrian I. // Lexikon des Mittelalters. München, Zürich: Artemis & Winkler, 1989. Band 4. S. 1821–1822.
- Bautz, Friedrich Wilhelm. Hadrian I. // Biographisch-Bibliographisches Kirchenlexikon., Sp. 425}}. (стаття)
- Paolo Bertolini. Adriano I [Архівовано 24 серпня 2018 у Wayback Machine.] // Enciclopedia dei Papi, I, Roma, 2000, pp. 681–695